# Csilla
Csilla est un prénom hongrois féminin.
Il est devenu plus fréquent dans la deuxième moitié du XXe siècle, atteignant en 1967 le 17e rang des prénoms féminins les plus donnés dans l'année, avant de redevenir plus rare.

## Étymologie
Ce nom est une création littéraire à partir de csillag « étoile » par András Dugonics dans son roman Etelka de 1788. C'est cependant son utilisation par l'écrivain Mihály Vörösmarty (1800-1855) qui en a fait un nom réellement utilisé.